# Хи Лебедя
Хи Лебедя (χ Cygni, χ Cyg) — переменная звезда типа Миры, которая находится в созвездии Лебедь на расстоянии около 550 световых лет от нас.

## Характеристики
χ Лебедя представляет собой звезду, находящуюся на этапе преобразования из карлика в красный гигант. Она периодически увеличивается в размерах, при этом колебания диаметра составляют от 450 миллионов километров до 720 миллионов километров (470 солнечных радиусов). Если звезду поместить в центр Солнечной системы, то она поглотила бы Землю и главный пояс астероидов. Период колебаний равен 408 суткам. В момент максимума яркости χ Лебедя видна невооружённым глазом. Масса звезды примерно равна двум массам Солнца, а температура поверхности — 3000 градусам по Кельвину.
Спектральный анализ звезды показал, что в её составе в большом количестве присутствует технеций — элемент, не имеющий стабильных изотопов (период полураспада самого долгоживущего — 4,2 млн лет, что во много раз меньше возраста звезды). Это означает, что в этой звезде происходит синтез технеция. Вероятно, это может быть объяснено ядерными реакциями с захватом нейтронов, что характерно для звёзд S- и MS-классов и соответствует классической модели s-процесса, при котором каждое атомное ядро может захватывать несколько нейтронов.
Наблюдения в инфракрасном диапазоне показали, что χ Лебедя окружает пылевая оболочка, состоящая, в основном, из силикатов и графита. Температура пылевой оболочки во внутреннем радиусе приблизительно равна 450 градусам по Кельвину.
Согласно общепринятой теории звёздной эволюции, наше Солнце через 5 миллиардов лет должно стать похожим на χ Лебедя, поэтому изучение данной системы позволит прояснить далёкое будущее Солнечной системы.